# Kind Hearted Woman Blues
Kind Hearted Woman Blues è una canzone blues di Robert Johnson.

## Il brano
Questa canzone è la primissima registrazione in assoluto di Robert Johnson. Il testo parla di una donna crudele che fa soffrire il proprio amante. Johnson, per descrivere ciò, utilizza frasi del tipo: "I've got a Kind Hearted Woman, she studies evil all the time" oppure "I love my baby, my baby doesn't love me". Di quest'incisione (insieme ad altre 12) è stato possibile rinvenire anche la rispettiva alternate take. Questa è inoltre la prima e unica registrazione dove Johnson esegue un assolo di chitarra.